# پل نیومن
پُل لِئونارد نیومَن (انگلیسی: Paul Leonard Newman؛ ۲۶ ژانویهٔ ۱۹۲۵ – ۲۶ سپتامبر ۲۰۰۸) بازیگر،‌ کارگردان، راننده مسابقات اتومبیل‌رانی، بشردوست و کارآفرین آمریکایی بود.

## زندگی
نیومن در ۲۶ ژانویه ۱۹۲۵ در کلیولند هایتس، اوهایو به دنیا آمد و در نزدیکی شاکر هایتس بزرگ شد، پسر دوم ترزا گارث و آرتور زیگموند نیومن. پدرش یک فروشگاه لوازم ورزشی را اداره می‌کرد. پدرش یهودی بود، پسر مهاجران یهودی به ایالات متحده: سیمون نیومن (از مجارستان) و هانا کوهن (از لهستان).  مادر پل یک تمرین کننده علوم مسیحی بود. او در یک خانواده کاتولیک رومی در پتیسه، شهرستان زپلن، در پادشاهی مجارستان، امپراتوری اتریش-مجارستان (اکنون پتیچی، اسلواکی) به دنیا آمد.
وی در سال ۱۹۸۶ جایزه اسکار بهترین بازیگر نقش اول مرد را برای ایفای نقش در فیلم رنگ پول به‌دست‌آورد.

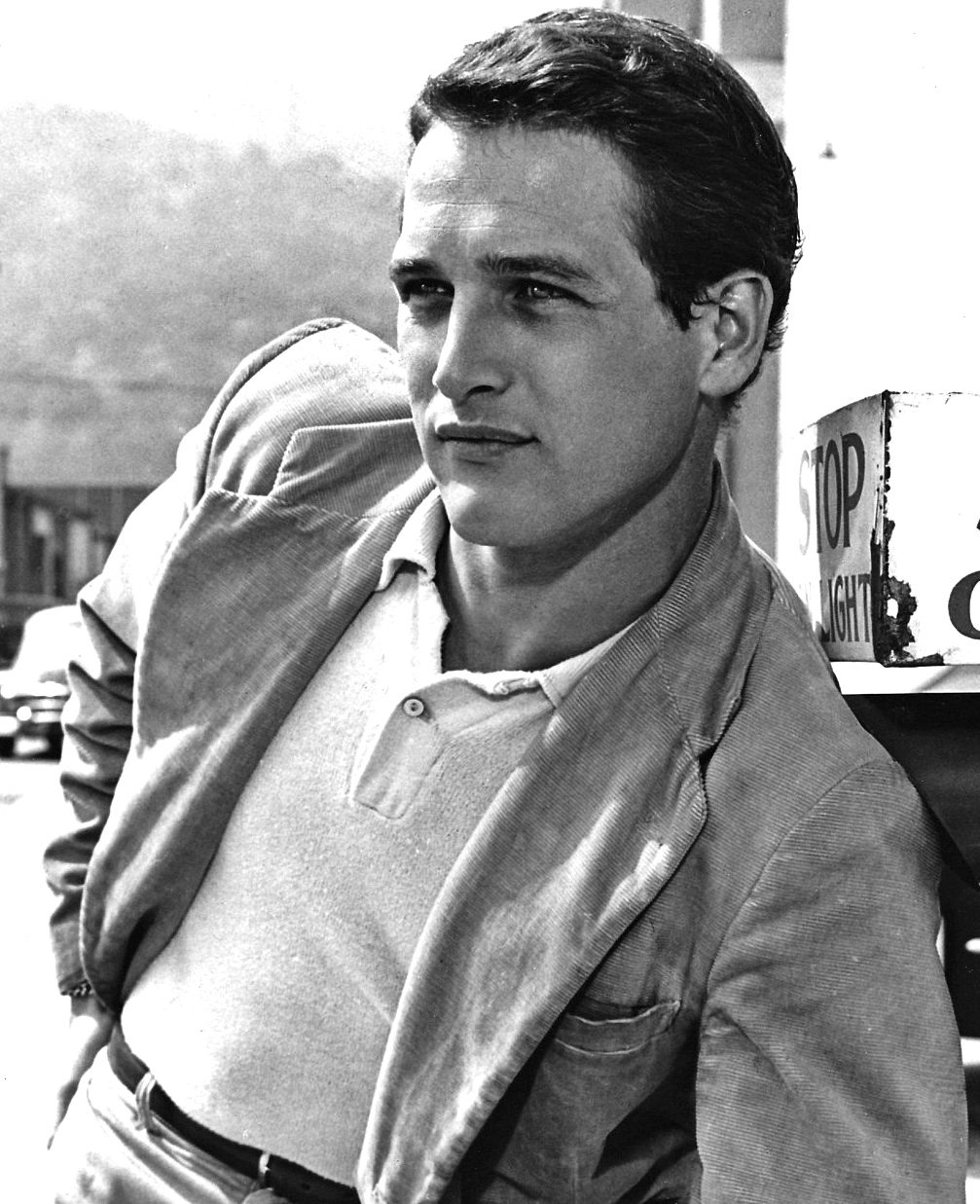
پل نیومن در نخستین فیلمش جام نقره

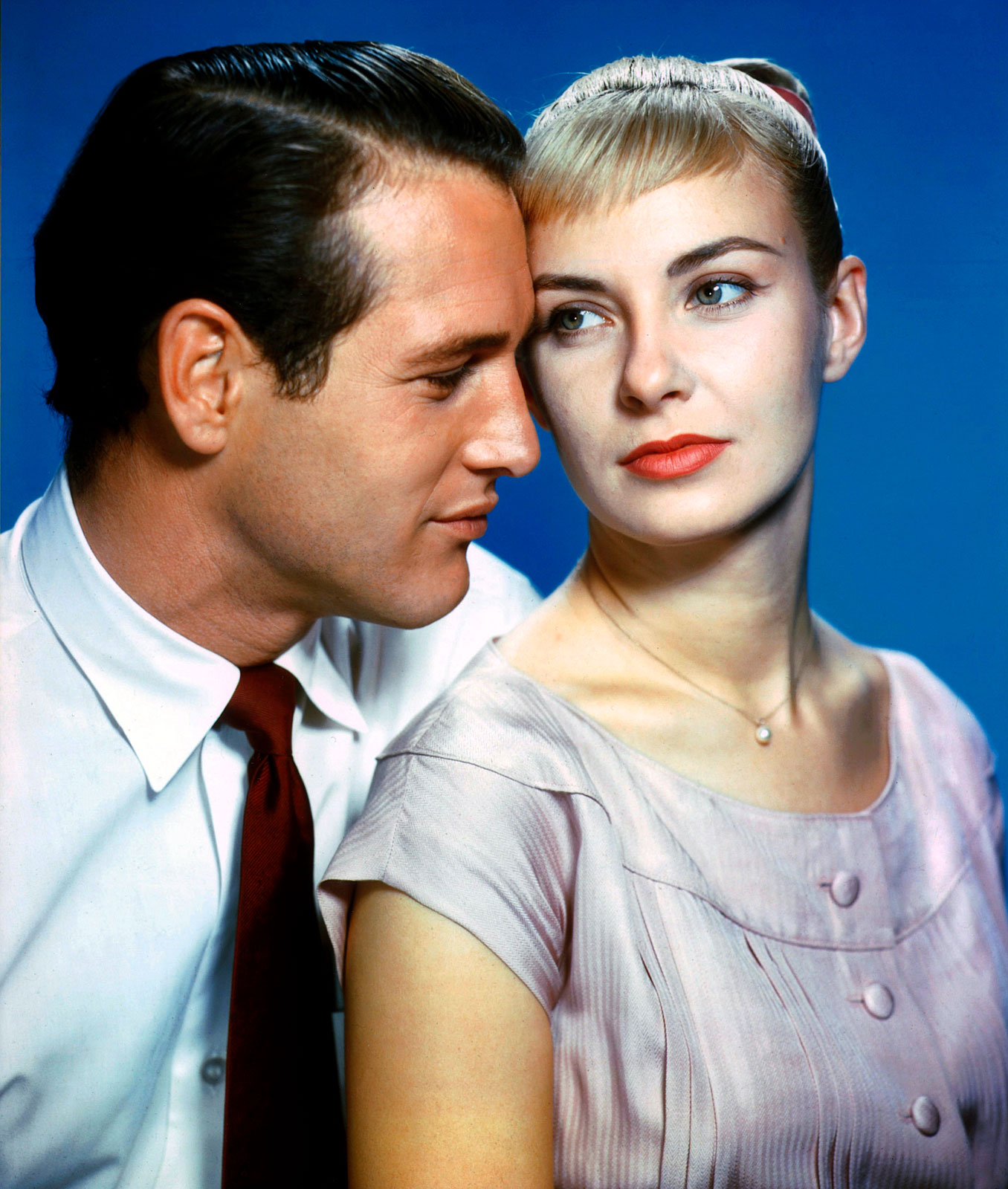
۱۹۵۸ با همسرش جوان وودوارد

## کتاب خاطرات
پل نیومن در دهه ۶۰ زندگی خود تلاش کرد خاطرات خود را گردآوری کند تا نشان دهد زندگی شخصی او برخلاف آنچه همیشه در فیلم‌ها نشان می‌دهد همیشه شاد و ایده‌آل نیست. او این کار را با همکاری دوست خود استوارت استرن آغاز کرد. اما این کار زمان زیادی کشید و آنها در ۱۹۹۱ دست از این کار کشیدند. در سال ۲۰۲۰ این دست‌نوشته‌ها در انبار خانوادگی نیومن پیدا شده و پس از ویراستاری به صورت یک کتاب چاپ شدند. این کتاب او را هنرپیشه‌ای نشان می‌دهد که از عدم اعتماد به نفس رنج می‌برد و خاطرات پدر الکلی، مادر سلطه‌جو، نخستین ازدواج (که پس از دیدن جوآن وودوارد به طلاق کشید) و نیز کوتاهی خود در نقش یک پدر، و افراط در نوشیدن الکل ذهن او را رها نمی‌کنند. پل نیومن همواره خود را به خاطر زندگی خود سرزنش می‌کرده است. اما با افزایش سن، احساس بهتری نسبت به خودش پیدا کرد.
پل نیومن همواره احساس می‌کرده که تنها موفقیت او صرفا به خاطر شانسِ خوش‌قیافه بودنش بوده است.
در این کتاب آمده که با اینکه پل نیومن با رابرت ردفورد رابطه کاری نزدیکی داشته اما آنها خارج از کار، ارتباطی با هم نداشتند و نیومن از وقت‌نشناسی ردفورد گله می‌کرده است.
پل نیومن درباره گردآوری خاطرات خود گفته بود: «می‌خواهم مدرکی به جای بگذارم که تکلیف خیلی چیزها را روشن می‌کند. به افسانه‌ای که درباره من است خاتمه می‌دهد و برخی اسطوره‌ها را از بین می‌برد. مدرکی که زمانی را که من در این سیاره زندگی می‌کردم با صحت و درستی نشان دهد».

## بشردوستی
پل نیومن و یکی از دوستانش در سال ۱۹۸۲ سس سالادی را به نام نیومنز اون Newman's Own معرفی کردند که در نوع خود تازگی داشت و این نام تجاری بر دو اصل استوار بود:
- مواد برتر بدون افزودنی‌های غیرطبیعی
- واگذاری تمامی منافع به مؤسسه‌های خیریه

این محصول با موفقیت آنی روبه‌رو شد و در سال اول فروش خود یک میلیون دلار در اختیار مؤسسه‌های خیریه گذاشت، همچنین از آن به بعد بیش از ۱۲۵ میلیون دلار به هزاران مؤسسهٔ خیریه بخشیده‌است.

## درگذشت
پل نیومن در ۲۶ سپتامبر سال ۲۰۰۸ پس از مدتی مبارزه با بیماری سرطان ریه در سن ۸۳ سالگی درگذشت.

## فیلم‌شناسی

### فیلم
| سال  | عنوان                                          | نقش                             | کارگردان     | یادداشت |
| ---- | ---------------------------------------------- | ------------------------------- | ------------ | --- |
| ۱۹۵۴ | جام نقره                                       | باسیل                           |              | |
| ۱۹۵۶ | کسی آن بالا مرا دوست دارد                      | روکی گراتزیانو                  |              | سینمای اسپانیا |
| ۱۹۵۶ | راک                                            | کاپیتان ادوارد دابلیو. هال جی‌آر |              | |
| ۱۹۵۷ | داستان هلن مورگن                               | لری مادوکس                      |              | |
| ۱۹۵۷ | تا وقتی کشتی راه بیفتد                         | کاپیتان جک هاردینگ              |              | |
| ۱۹۵۸ | تابستان گرم و طولانی                           | بن کوییک                        |              | جایزه بهترین بازیگر مرد جشنواره کن |
| ۱۹۵۸ | تیرانداز چپ‌دست                                 | بیلی د کید                      |              | |
| ۱۹۵۸ | گربه روی شیروانی داغ                           | بریک پالیت                      |              | نامزد جایزه اسکار بهترین بازیگر نقش اول مرد نامزد - جایزه بفتای بهترین بازیگر نقش اول مرد |
| ۱۹۵۸ | پسرها، دور پرچم جمع شوید!                      | هری بانرمن                      |              | |
| ۱۹۵۹ | فیلادلفیایی‌های جوان                            | آنتونی جودسون لارنس             |              | |
| ۱۹۶۰ | از تراس                                        | دیوید آلفرد ایتن                |              | |
| ۱۹۶۰ | خروج                                           | آری بن کانان                    |              | |
| ۱۹۶۱ | بیلیاردباز                                     | ادی فلسن                        |              | جایزه بفتای بهترین بازیگر نقش اول مرد جشنواره بین‌المللی فیلم ماردل پلاتا نامزد - جایزه اسکار بهترین بازیگر نقش اول مرد نامزد - جایزه گلدن گلوب بهترین بازیگر مرد فیلم درام نامزد - جایزه حلقه منتقدان فیلم نیویورک برای بهترین بازیگر نقش اول مرد                                          |
| ۱۹۶۱ | بلوز پاریس                                     | رَم بوئن                         |              | |
| ۱۹۶۲ | پرنده شیرین جوانی                              | چنس وین                         |              | نامزد - جایزه گلدن گلوب بهترین بازیگر مرد فیلم درام |
| ۱۹۶۲ | ماجراهای یک مرد جوان همینگوی                   | اَد فرانسیس، «جنگجو»             |              | نامزد - جایزه گلدن گلوب بهترین بازیگر مرد فیلم درام |
| ۱۹۶۳ | هاد                                            | هاد بانن                        |              | نامزد - جایزه اسکار بهترین بازیگر نقش اول مرد نامزد - جایزه بفتای بهترین بازیگر نقش اول مرد نامزد - جایزه گلدن گلوب بهترین بازیگر مرد فیلم درام نامزد - جایزه حلقه منتقدان فیلم نیویورک برای بهترین بازیگر نقش اول مرد                                                                     |
| ۱۹۶۳ | نوع جدید عشق                                   | استیو شرمن                      |              | |
| ۱۹۶۳ | جایزه                                          | اندرو کریگ                      |              | |
| ۱۹۶۴ | چه راهی برای رفتن!                             | لری فلینت                       |              | |
| ۱۹۶۴ | تجاوز                                          | جوان کراسکو                     |              | |
| ۱۹۶۵ | لیدی ال                                        | آرماند دنیس                     |              | |
| ۱۹۶۶ | هارپر                                          | لو هارپر                        |              | |
| ۱۹۶۶ | پرده پاره                                      | پروفسور مایکل آرمسترانگ         | آلفرد هیچکاک | |
| ۱۹۶۷ | مرد                                            | جان راسل                        |              | |
| ۱۹۶۷ | لوک خوش‌دست                                     | لوک جکسون                       |              | نامزد - جایزه اسکار بهترین بازیگر نقش اول مرد نامزد - جایزه گلدن گلوب بهترین بازیگر مرد فیلم درام |
| ۱۹۶۸ | جنگ پنهان هری فریگ                             | سرباز هری فریگ                  |              | |
| ۱۹۶۹ | پیروزی                                         | فرانک کاپوا                     |              | |
| ۱۹۶۹ | بوچ کسیدی و ساندنس کید                         | بوچ کسیدی                       |              | نامزد - جایزه بفتای بهترین بازیگر نقش اول مرد |
| ۱۹۷۰ | دابلیویواس‌ای                                   | راینهارت                        |              | |
| ۱۹۷۰ | کینگ: مستند… از مونتگمری تا ممفیس              | خودش                            |              | مستند |
| ۱۹۷۰ | گاهی فکری بزرگ                                 | هنک استمپر                      |              | |
| ۱۹۷۱ | روزگاری پشت فرمان                              | خودش                            |              | برنده جایزه فستیوال جهانی تلویزیون برنده جایزه بین‌المللی بهترین مستند ورزشی |
| ۱۹۷۲ | پول توجیبی                                     | جیم کین                         |              | |
| ۱۹۷۲ | زندگی و روزگار قاضی روی بین                    | قاضی روی بین                    |              | |
| ۱۹۷۳ | مأمور مکینتاش                                  | جوزف ریردن                      |              | |
| ۱۹۷۳ | نیش                                            | هنری گاندورف                    |              | |
| ۱۹۷۴ | آسمانخراش جهنمی                                | داگ رابرتز                      |              | |
| ۱۹۷۵ | دراونینگ پول                                   | لو هارپر                        |              | |
| ۱۹۷۶ | فیلم صامت                                      | خودش                            |              | |
| ۱۹۷۶ | بوفالو بیل و سرخپوستان، یا درس تاریخ گاو نشسته | بوفالو بیل                      |              | |
| ۱۹۷۷ | ضربه محکم                                      | رجی "رگ" دنلاپ                  |              | |
| ۱۹۷۹ | کوئینتت                                        | اسکس                            |              | |
| ۱۹۸۰ | وقتی که زمان به آخر رسید                       | هنک اندرسون                     |              | |
| ۱۹۸۱ | دژ آپاچی، برانکس                               | مورفی                           |              | |
| ۱۹۸۱ | بدون سوءنیت                                    | مایکل کالین کالِگر               |              | نامزد - جایزه اسکار بهترین بازیگر نقش اول مرد |
| ۱۹۸۲ | حکم                                            | فرانک گالوین                    |              | نامزد - جایزه اسکار بهترین بازیگر نقش اول مرد نامزد - جایزه گلدن گلوب بهترین بازیگر مرد فیلم درام |
| ۱۹۸۴ | هری و پسر                                      | هری کیچ                         |              | |
| ۱۹۸۶ | رنگ پول                                        | ادی فلسن، «ادی تنددست»          |              | جایزه اسکار بهترین بازیگر نقش اول مرد نامزد - جایزه گلدن گلوب بهترین بازیگر مرد فیلم درام نامزد - جایزه حلقه منتقدان فیلم نیویورک برای بهترین بازیگر نقش اول مرد |
| ۱۹۸۹ | مرد چاق و پسر کوچک                             | لسلی گرووز                      |              | |
| ۱۹۸۹ | بلیز                                           | فرماندار ارل یانگ               |              | |
| ۱۹۹۰ | آقا و خانم بریج                                | والتر بریج                      |              | |
| ۱۹۹۳ | طبقه آمریکایی                                  | دِیو                             |              | تنها در فیلم‌های آرشیوی صداگذاری مجدد شده‌است |
| ۱۹۹۴ | وکیل هادساکر                                   | سیدنی جی. ماسبرگر               |              | |
| ۱۹۹۴ | هیچ‌کس احمق نیست                                | دانلد جی. سالیوان، «سالی»       |              | جایزه حلقه منتقدان فیلم نیویورک برای بهترین بازیگر نقش اول مرد جشنواره بین‌المللی فیلم برلین – خرس نقره‌ای برای بهترین بازیگر مرد نامزد - جایزه اسکار بهترین بازیگر نقش اول مرد نامزد - جایزه گلدن گلوب بهترین بازیگر مرد فیلم درام نامزد - جایزه انجمن بازیگران فیلم برای بهترین بازیگر مرد |
| ۱۹۹۸ | گرگ‌ومیش                                        | هری راس                         |              | |
| ۱۹۹۹ | پیامی در بطری                                  | داج بلیک                        |              | |
| ۲۰۰۰ | جایی که پول هست                                | هنری مانینگ                     |              | |
| ۲۰۰۲ | جاده‌ای به‌سوی تباهی                             | جان رونی                        |              | نامزد - جایزه اسکار بهترین بازیگر نقش مکمل مرد نامزد - جایزه بفتای بهترین بازیگر نقش مکمل مرد نامزد - جایزه سینمایی انتخاب منتقدان برای بهترین بازیگر نقش مکمل مرد نامزد - جایزه گلدن گلوب بهترین بازیگر نقش مکمل مرد                                                                      |
| ۲۰۰۳ | شهر ما                                         | مدیر صحنه                       |              | نامزد - جایزه امی |
| ۲۰۰۵ | سقوط امپراطوری                                 | مکس رابی                        |              | جایزه امی; جایزه گلدن گلوب |
| ۲۰۰۵ | ویرانی باشکوه: قدم زدن روی ماه سه‌بعدی          | دِیو اسکات                       |              | صدا، مستند کوتاه |
| ۲۰۰۶ | ماشین‌ها                                        | دکتر هادسن                      |              | صدا |
| ۲۰۰۶ | ماتر و روح                                     | دکتر هادسن                      |              | صدا، فیلم کوتاه |
| ۲۰۰۷ | دیل                                            | راوی                            |              | صدا |
| ۲۰۰۸ | دم‌عصایی‌ها                                      | راوی                            | صدا، مستند   | |

### تلویزیون
| سال  | عنوان                    | نقش       | یادداشت |
| ---- | ------------------------ | --------- | --- |
| ۱۹۵۵ | ویترین تولیدکنندگان      | جرج گیبز  | قسمت: "شهر ما" |
| ۱۹۵۵ | قرار ملاقات با ماجراجویی | مایک      | قسمت: "پنج در قضاوت" - وقتی دو برادر که در سراسر کشور سفر می کنند در یک رستوران شهری کوچک برای فرار از طوفان توقف می کنند، مردم محلی آنها را قاتل می دانند. |
| ۱۹۵۶ | ساعت فولاد ایالات متحده  | هنری ویکن | قسمت: "به آرامی طبل را بکوب" |
| ۱۹۷۱ | روزی روزگاری چرخ         | خودش      | مستند شبکه ای‌بی‌سی |
| ۱۹۸۲ | با من همراه شو           |           | صدا، فیلم تلویزیونی |
| ۲۰۰۱ | سیمپسون‌ها                | خودش      | صدا (فصل سیزده، اپیزود پنج، سال‌های پراشتباه) |
| ۲۰۰۳ | شهر ما                   |           | فیلم تلویزیونی شبکه پی‌بی‌اس |
| ۲۰۰۵ | سقوط امپراتوری           | مکس رابی  | مینی سریال شبکه اچ‌بی‌او، قسمت ۲ |
| ۲۰۲۲ | آخرین ستاره های فیلم     | خودش      | سریال مستند اچ‌بی‌او مکس |

### به عنوان تهیه‌کننده و کارگردان
| سال  | عنوان                                                  | اطلاعات اضافه |
| ---- | ------------------------------------------------------ | --- |
| ۱۹۶۸ | ریچل، ریچل                                             | جایزه گلدن گلوب بهترین کارگردانی جایزه حلقه منتقدان فیلم نیویورک برای بهترین کارگردانی نامزد - جایزه اسکار بهترین فیلم |
| ۱۹۶۹ | بوچ کسیدی و ساندنس کید                                 | یکی از تهیه‌کنندگان اجرایی (در تیتراژ نیامده)                                                                           |
| ۱۹۶۹ | پیروزی                                                 | یکی از تهیه‌کنندگان اجرایی (در تیتراژ نیامده)                                                                           |
| ۱۹۷۰ | دابلیویواس‌ای                                           | تهیه‌کننده مشترک |
| ۱۹۷۰ | گاهی فکری بزرگ                                         | کارگردان و یکی از تهیه‌کنندگان اجرایی                                                                                   |
| ۱۹۷۱ | آنها ممکن است غول باشند                                | تهیه‌کننده |
| ۱۹۷۲ | اثر پرتوهای گاما بر روی گل‌های همیشه‌بهار ساکنین کره ماه | کارگردان و تهیه‌کننده                                                                                                   |
| ۱۹۷۲ | زندگی و روزگار قاضی روی بین                            | یکی از تهیه‌کنندگان اجرایی (در تیتراژ نیامده)                                                                           |
| ۱۹۸۰ | مشت به هوا                                             | کارگردان (فیلم تلویزیونی با اقتباس از نمایشنامه‌ای به همین نام اثر مایکل کریستوفر)                                      |
| ۱۹۸۴ | هری و پسر                                              | کارگردان و تهیه‌کننده                                                                                                   |
| ۱۹۸۷ | باغ‌وحش شیشه‌ای                                          | کارگردان نامزد نخل طلا                                                                                                 |
| ۲۰۰۵ | سقوط امپراطوری                                         | تهیه‌کننده، نامزد: جایزه امی ساعات پربیننده برای مجموعه تلویزیونی کوتاه                                                 |

## جوایز و افتخارات

### جوایز اسکار
| سال  | اثر نامزدشده         | دسته                       | نتیجه    | منبع   |
| ---- | -------------------- | -------------------------- | -------- | ------ |
| ۱۹۵۹ | گربه روی شیروانی داغ | بهترین بازیگر نقش اول مرد  | نامزدشده | [ ۱۲ ] |
| ۱۹۶۲ | بیلیاردباز           | بهترین بازیگر نقش اول مرد  | نامزدشده | [ ۱۲ ] |
| ۱۹۶۴ | هاد                  | بهترین بازیگر نقش اول مرد  | نامزدشده | [ ۱۲ ] |
| ۱۹۶۸ | لوک خوش‌دست           | بهترین بازیگر نقش اول مرد  | نامزدشده | [ ۱۲ ] |
| ۱۹۶۹ | ریچل، ریچل           | بهترین فیلم                | نامزدشده | [ ۱۲ ] |
| ۱۹۸۲ | بدون سوءنیت          | بهترین بازیگر نقش اول مرد  | نامزدشده | [ ۱۲ ] |
| ۱۹۸۳ | حکم                  | بهترین بازیگر نقش اول مرد  | نامزدشده | [ ۱۲ ] |
| ۱۹۸۷ | رنگ پول              | بهترین بازیگر نقش اول مرد  | برنده    | [ ۱۲ ] |
| ۱۹۹۵ | هیچ‌کس احمق نیست      | بهترین بازیگر نقش اول مرد  | نامزدشده | [ ۱۲ ] |
| ۲۰۰۳ | جاده‌ای به‌سوی تباهی   | بهترین بازیگر نقش مکمل مرد | نامزدشده | [ ۱۲ ] |

### جوایز فیلم بفتا
| سال  | اثر نامزدشده           | دسته                       | نتیجه    | منبع   |
| ---- | ---------------------- | -------------------------- | -------- | ------ |
| ۱۹۵۹ | گربه روی شیروانی داغ   | بهترین بازیگر نقش اول مرد  | نامزدشده |        |
| ۱۹۶۲ | بیلیاردباز             | بهترین بازیگر نقش اول مرد  | برنده    | [ ۱۳ ] |
| ۱۹۶۴ | هاد                    | بهترین بازیگر نقش اول مرد  | نامزدشده |        |
| ۱۹۷۱ | بوچ کسیدی و ساندنس کید | بهترین بازیگر نقش اول مرد  | نامزدشده |        |
| ۲۰۰۳ | جاده‌ای به‌سوی تباهی     | بهترین بازیگر نقش مکمل مرد | نامزدشده |        |